# Nekrolog 1205
Nekrolog
◄◄
| ◄
| 1201
| 1202
| 1203
| 1204
| 1205 | 1206 | 1207 | 1208 | 1209 | ► | ►►
Weitere Ereignisse | Allgemeiner Nekrolog 1205
Die Beschreibung der verstorbenen Person sollte so kurz wie möglich gehalten sein und nur deren signifikante Tätigkeit(en) enthalten.
Neue Namen ggf. auch unter dem Geburts- und Sterbedatum, also etwa unter 1. Januar und im Geburts- und Sterbejahr (2024) eintragen (nur bei entsprechender großer Wichtigkeit). Für Beispiele siehe die schon vorhandenen Artikel.
Außerdem über die fünf zuletzt Verstorbenen, zu denen es einen ausreichend guten Artikel für eine Präsentation auf der Hauptseite gibt, nach der todesbedingten Überarbeitung der Artikel ggf. auch unter Wikipedia Diskussion:Hauptseite informieren und sie am besten auch in den anderen Wikipedia-Sprachversionen eintragen. Tipp: Regelmäßig bei news.google.de nach „ist tot“, „gestorben“ oder „verstorben“ suchen.
Wenn eine Person gestorben ist, gibt es viele Seiten zu dieser Person in der Wikipedia, die davon auch betroffen sind und entsprechend aktualisiert werden müssen. Beispiele: Namenübersichtsseite, Geburtsjahr, Geburtsort-Seiten und viele mehr.
Wie finde ich die betroffenen Seiten?
Im Suchfeld auf der linken Seite gibt man den Suchbegriff so ein: „Vorname Nachname“. Dann klickt man auf Volltext und alle Seiten mit entsprechendem Suchtext werden aufgerufen. Hier sieht man dann schnell, wo auch das Todesjahr Sinn macht oder sogar ein Teil des Artikels angepasst werden muss. Auch hilft das „Werkzeug“ auf der linken Seite sehr gut, um solche Seiten aufzufinden: „Links auf diese Seite“. Somit ist die Wikipedia wieder aktuell in allen Bereichen! Hinweis: bei Eintragung der Kategorie „Gestorben JAHR“ wird der Missbrauchsfilter 49 ausgelöst, was jedoch nicht schlimm ist. Siehe: Spezial:Missbrauchsfilter/49
Dies ist eine Liste von im Jahr 1205 verstorbenen bekannten Persönlichkeiten. Die Einträge erfolgen innerhalb der einzelnen Daten alphabetisch sortiert. Tiere sind im Nekrolog für Tiere zu finden.

## März
| Tag      | Name                      | Beruf, bekannt als    | Alter | Beleg |
| -------- | ------------------------- | --------------------- | ----- | ----- |
| 8. März  | Otto I.                   | Graf von Lebenau      |       |       |
| 19. März | Konstantin (XI.) Laskaris | byzantinischer Kaiser |       |       |

## April
| Tag       | Name                  | Beruf, bekannt als                          | Alter | Beleg |
| --------- | --------------------- | ------------------------------------------- | ----- | ----- |
| 1. April  | Amalrich I.           | König von Zypern                            |       |       |
| 14. April | Garnier de Traînel    | Bischof von Troyes und Kreuzfahrer          |       |       |
| 14. April | Ludwig                | Graf von Blois, Chartres und Châteaudun     |       |       |
| 14. April | Stephan von Le Perche | Kreuzfahrer, Titularherzog von Philadelphia |       |       |

## Mai
| Tag     | Name                 | Beruf, bekannt als                                            | Alter | Beleg |
| ------- | -------------------- | ------------------------------------------------------------- | ----- | ----- |
| 7. Mai  | Ladislaus III.       | ungarischer König Ladislaus III. genannt das Kind (1204–1205) |       |       |
| 18. Mai | Rüdiger von Admont   | salzburgischer Geistlicher                                    |       |       |
| 29. Mai | Rudolf I. von Verden | Bischof von Verden                                            |       |       |

## Juni
| Tag      | Name                | Beruf, bekannt als                                                                                     | Alter | Beleg |
| -------- | ------------------- | --- | ----- | ----- |
| 14. Juni | Walter III.         | Graf von Brienne, Fürst von Tarent, Herzog von Apulien, Graf von Lecce sowie Titularkönig von Sizilien |       |       |
| 21. Juni | Enrico Dandolo      | Doge von Venedig (1192–1205)                                                                           |       |       |
| Juni     | Alexios Aspietes    | byzantinischer Gouverneur, Gegenkaiser in Philippopel                                                  |       |       |
| Juni     | Robert de Joinville | Ritter der Champagne                                                                                   |       |       |

## Juli
| Tag      | Name                | Beruf, bekannt als                                       | Alter | Beleg |
| -------- | ------------------- | -------------------------------------------------------- | ----- | ----- |
| 3. Juli  | Wilhelm von Saillon | Bischof von Sitten                                       |       |       |
| 4. Juli  | Otto II.            | Markgraf von Brandenburg aus dem Geschlecht der Askanier |       |       |
| 13. Juli | Hubert Walter       | Erzbischof von Canterbury                                |       |       |

## August
| Tag        | Name                    | Beruf, bekannt als       | Alter | Beleg |
| ---------- | ----------------------- | ------------------------ | ----- | ----- |
| 8. August  | Savaric FitzGeldewin    | englischer Geistlicher   |       |       |
| 17. August | Ludolf von Kroppenstedt | Erzbischof von Magdeburg |       |       |

## September
| Tag          | Name             | Beruf, bekannt als | Alter | Beleg |
| ------------ | ---------------- | ------------------ | ----- | ----- |
| 2. September | Hugo von Coligny | Fürst von Coligny  |       |       |

## Datum unbekannt
| Tag | Name                     | Beruf, bekannt als                                       | Alter | Beleg |
| --- | ------------------------ | -------------------------------------------------------- | ----- | ----- |
|     | Balduin I.               | Kaiser des Lateinischen Kaiserreichs von Konstantinopel  |       |       |
|     | Peter de Colechurch      | englischer Geistlicher und Architekt                     |       |       |
|     | Heinrich von Hückeswagen | Regent und Graf von Hückeswagen                          |       |       |
|     | Hugo IV.                 | Graf von Saint-Pol                                       |       |       |
|     | Isabella I.              | Königin von Jerusalem                                    |       |       |
|     | Roman                    | ruthenischer Fürst aus dem Adelsgeschlecht der Rurikiden |       |       |
|     | Ulrich von Berg          |                                                          |       |       |